# Mariánská Týnice
Mariánská Týnice s poutním kostelem Zvěstování Panny Marie je bývalé proboštství cisterciáckého kláštera v Plasích v Mariánském Týnci, části města Kralovice v okrese Plzeň-sever, dnes sloužící jako Muzeum a galerie severního Plzeňska. Od roku 1964 je poutní areál chráněný jako kulturní památka a v roce 2018 byl prohlášen národní kulturní památkou České republiky.

## Historie

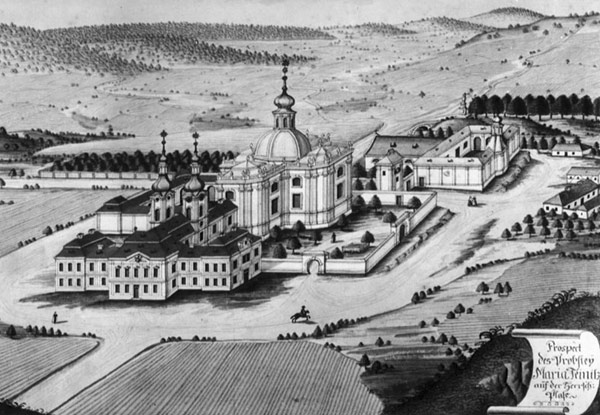
Starý kostel a proboštství v pozadí na kresbě Mariánské Týnice (okolo roku 1785)

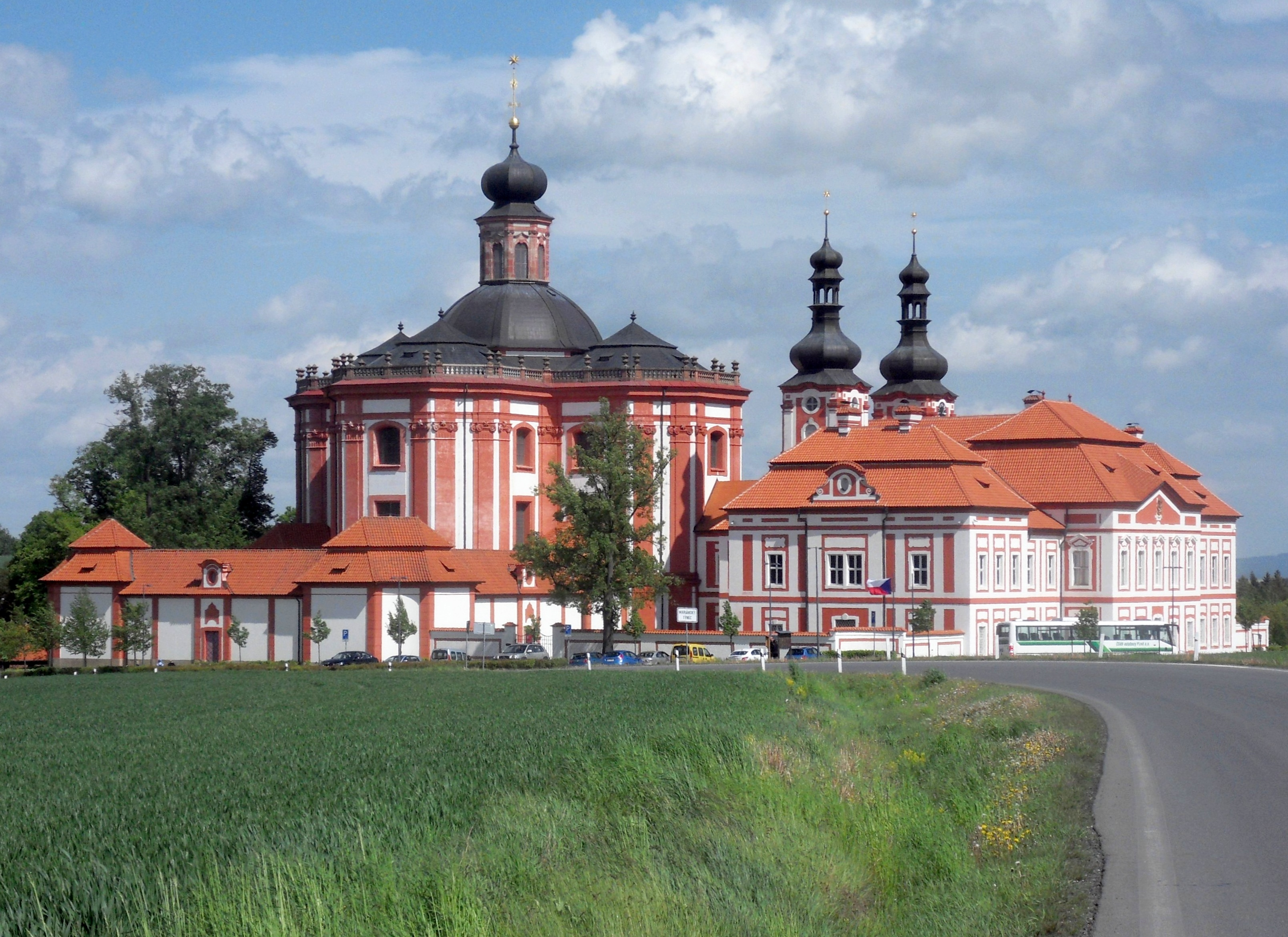
proboštství a kostel od západu

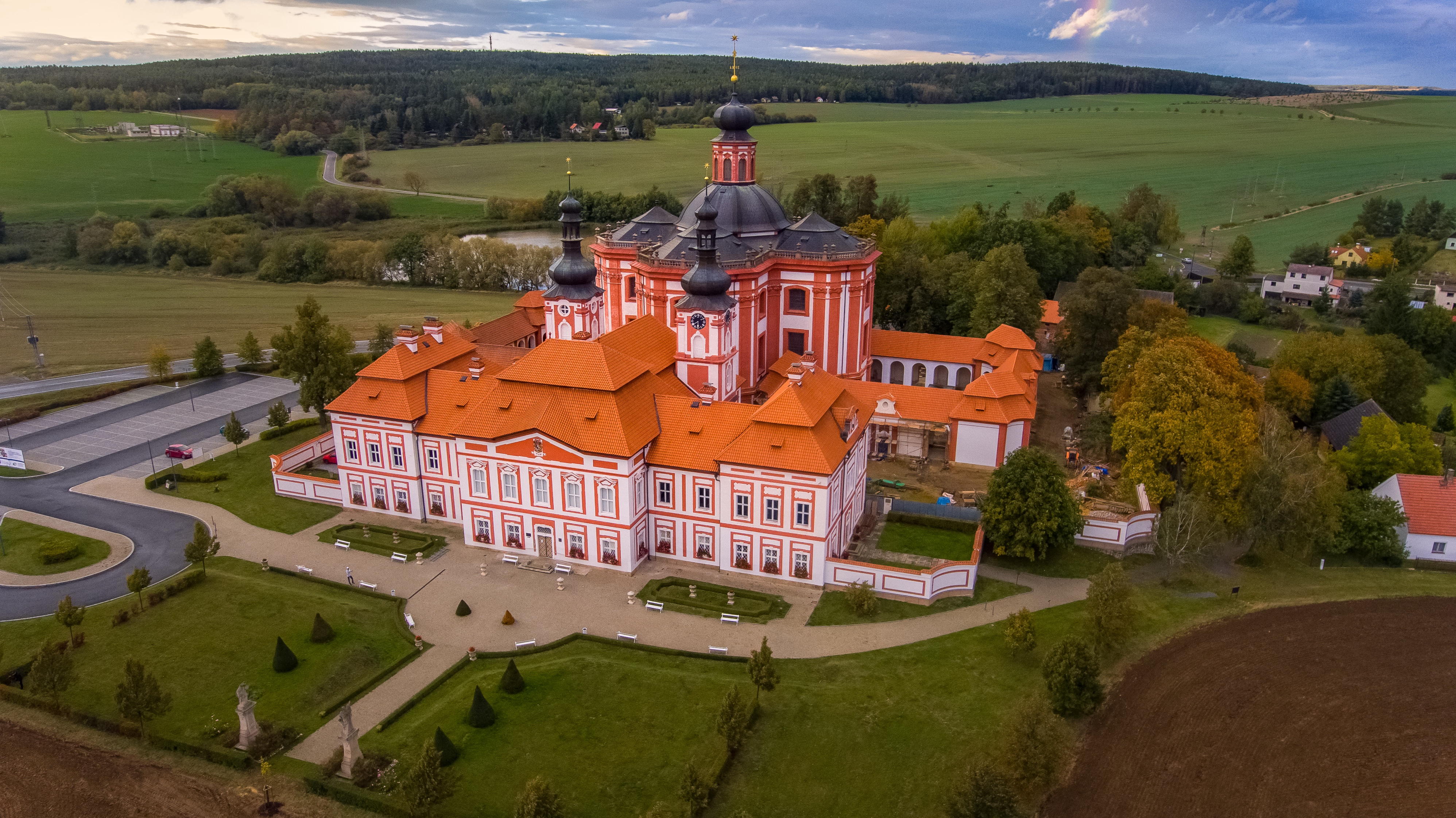
Letecký pohled (z dronu)

Roman z Týnce nemaje potomků odkázal v roce 1230 plaskému klášteru vsi Týnec, Olšany a pustý Újezd, které měly klášteru připadnout po smrti jeho manželky. V potvrzení majetku kláštera papežem Inocencem IV. z roku 1250 je v Týnci uváděn kostel svatého Petra a Pavla. Kaple v Týnci existovala údajně už ve 12. století. Plaský klášter bohatl až roku 1310. Začal upadat až za Jana Lucemburského, jehož náročná finanční politika kláštery zadlužila. Situace se dále zhoršila za husitských válek, kdy byl plaský klášter v roce 1421 vypálen a zpustošen husity. V letech 1420–1425 císař Zikmund zastavil veškerý majetek plaského kláštera okolním šlechticům, kteří mu v období válek poskytovali finanční a vojenskou pomoc.
Okolí Týnce připadlo Kolovratům, ale mniši se snažili kostel v Týnci udržet a sloužili zde bohoslužby. Až v roce 1480 se hospodářská situace cisterciáků v Plasích zlepšila a opat Adam nechal pobořený týnecký kostelík opravit. V prvním desetiletí 16. století klášter získal zpět část svých vsí, které ztratil během husitských válek, a pořídil do kostela dřevěné sousoší Panny Marie a Anděla Zvěstování. Roku 1518 byl kostel vyloupen. Při kostele byl usazen jeden z plaských řeholníků jako poustevník, aby kostel udržoval. Týnecké pozemky byly obdělávány z části z dvora Olšany, částečně byly pronajímány poddaným.
Florián Gryspek připojil Týnec ke Kralovicím a vystavěl tu mlýn. Opati kláštera samozřejmě s převodem majetku nesouhlasili a dlouhé roky se s Gryspeky soudili, až v roce 1613 dostali Týnec nazpět. Ke kostelíku se začaly konat pouti k uctívané soše Panny Marie od anděla pozdravené. V průběhu třicetileté války byl kostel opět zpustošen. Po válce, za vlády opata Jakuba Vrchoty z Rosenwertu byl kostelík přestavěn a rozšířen – poprvé okolo roku 1640 a následně v letech 1648–1651. Opat Ondřej Trojer využil potlačené selské povstání v roce 1680 a nechal vzbouřence vysázet monumentální lipovou alej z Kralovic doplněnou sedmi kaplemi zasvěcenými sedmi radostem Panny Marie. (Do dnešní doby se z aleje zachovala jen poslední Radimova lípa.) Starobylá poutní cesta propojovala Mariánskou Týnici, která nabývala proslulosti jako místo četných zázraků, s plaským klášterem a směřovala až k hospodářskému dvoru Hubenov. 
Opat Trojer povýšil Mariánskou Týnici na proboštství plaského kláštera. Ve fundační listině z roku 1699 vydané opatem se praví, že proboštství má sloužit pro rozmnožení uctívání Panny Marie ve zdejším kostele a zároveň pro zajištění řádových bratří, především vysloužilých. Opat nechal kostel přestavět a zvětšit, na straně presbytáře přibylo nové ambitové nádvoří a obydlí pro řeholníky. K průčelí byla přidána zvonice, mezi proboštstvím a ambity byla postavena věž s hodinami.
Další opat, Evžen Tyttl, pak rozhodl o velkorysé novostavbě kostela i proboštství podle plánů architekta Jana Blažeje Santiniho Aichla. Všechny původní stavby měly být nahrazeny novými. Projekt byl hotov v květnu 1710 a v červenci 1711 opat vysvětil základní kámen nového kostela Zvěstování Panny Marie. Kostel byl dokončen až za Tyttlových nástupců v roce 1751, dále pokračovaly práce na jeho výmalbě a výzdobě. Slavnostně byl vysvěcen roku 1762. Budova proboštství se dvěma věžemi byla dokončena v roce 1764. Byly zahájeny práce na stavbě východního křídla ambitu poutního areálu. Uctívané sousoší Zvěstování Panně Marii bylo přeneseno do nového chrámu až dne 17. července 1777.
Po zrušení plaského kláštera v roce 1784 byl po celé jedno a půl století areál v Mariánské Týnici téměř neudržován. Po vystřídání několika světských držitelů přešel majetek roku 1826 na knížecí rod Metternichů, kteří však areál využívali pouze hospodářsky a v kostele zřídili sýpku. Havarijní stav vyvrcholil zřícením kopule a klenebních pasů na severozápadní straně kostela dne 17. ledna 1920. I přes pokusy o záchranu jihozápadní části kopule se celkově zřítila brzy ráno 3. března 1920. Spolek pro záchranu Mariánské Týnice postupně opravoval ambity a provizorně zastřešil kostel. Od roku 1952 sídlí v areálu regionální muzeum, až do roku 1990 však zajišťovalo pouze základní údržbu. Cílevědomá rozsáhlá rekonstrukce byla zahájena s nástupem Ireny Bukačové do vedení muzea.

## Architektura
Areál sestává z budovy proboštství, kostela a na něj navazujících ambitů. Hlavní dominantu tvoří kostel, jehož vstupní průčelí je obráceno k severu a vede k němu poutní cesta z Kralovic. Presbytář na protilehlé straně je přístupný z proboštství nízkým spojovacím traktem, po jehož stranách stojí dvě zvonicové věže.  
Chrám Zvěstování Panny Marie projektoval Santini na půdorysu řeckého kříže s okosenými rohy. Do středu kompozice je umístěno křížení chrámu završené kupolí, jež ve vrcholu nese mariánskou hvězdu. Ramena kříže osmiúhelníkového půdorysu jsou završena plackovou klenbou nad příčným obdélníkem a uzavřena mansardovou střechou. 
Centrální stavbu chrámu měly podle originálního projektu symetricky na západní i východní straně provázet ambitové dvory, z nichž byl dokončen pouze západní. Tříramenná stavba ambitu, obklopuje ve svém nitru čtverec a ze západu nasedá na příčnou osu kostela. Každé z ramen ochozu tvoří pět obdélných polí. V nárožích ambitu se nacházejí na příčnou osu orientované kaple šestiúhelníkového půdorysu, mírně vyvýšené nad hmotu chodeb, zaklenuté plackou nad půdorysem oválu a završené mansardovou střechou.
Proboštství je jednopatrová budova na půdorysu písmene T, sestávající z tzv. spojovacího a hlavního křídla, která ke kostelu přiléhá z jižní strany. V bývalém refektáři v 1.patře je dochována fresková výzdoba znázorňující předání Mariánské Týnice cisterciákům a večeři řeholníků s Pannou Marií od Josefa Kramolína. Před průčelím proboštství jsou u vstupu do areálu umístěny sochy sv. Jana Nepomuckého a Anděla Strážce, díla sochaře Karla Legáta z roku 1766. V budově proboštství jsou stálé expozice Muzea a galerie severního Plzeňska.  V bývalé klášterní jídelně, vyzdobené barokními freskami, je výstavní sál, ve kterém se konají krátkodobé výstavy a koncerty. 

## Rekonstrukce a dostavba
V letech 1993–2005 byly opraveny střechy a fasády proboštství a obnoveny cibulové střechy na věžích, ale především byla znovu sklenuta a zastřešena hlavní kupole chrámu s lucernou. Po dokončení fasád kostela pokračovala v letech 2011–2012 rekonstrukce postavením kaple Obětování Páně a svatého Albericha, která měla být součástí nerealizovaného východního křídla ambitu. Ve třetí etapě rekonstrukce byl v letech 2018–2020 s využitím evropských fondů dostavěn východní ambit se zbývající trojicí nárožních kaplí, aby poutní areál odpovídal původnímu Santiniho projektu.
Všech osm ambitových kaplí mělo být vyzdobeno freskovou malbou s mariánskými náměty na klenbách a náměty ze života cisterciáckých světců na stěnách. V západním křídle ambitu se částečně zachovaly fresky rokokového malíře Františka Julia Luxe. Výmalby východního křídla se ujal podle návrhů Jana Royta malíř Jan Spěváček. Koncem roku 2024 byly do areálu přivezeny nové zvony pro zvonohru, která bude instalována ve východním ambitu.
Od počátku 21. století probíhala také obnova historické poutní cesty pro pěší, podél níž byla vysázena nová lipová alej.